# مهدی قاسم
مهدی قاسم (انگلیسی: Mehdi Kacem؛ زادهٔ ۸ اوت ۱۹۸۶) بازیکن فوتبال اهل الجزایر است.
از باشگاه‌هایی که در آن بازی کرده‌است می‌توان به باشگاه فوتبال مولودیه الجزایر، باشگاه ورزشی آمیان، باشگاه فوتبال رئال مورسیا، و باشگاه فوتبال وفاق سطیف اشاره کرد.
وی همچنین در تیم ملی فوتبال الجزایر بازی کرده‌است.